# Kevin Thomas (critic de film)
Kevin B. Thomas (n. 1936, SUA) este un critic de film american care a scris recenzii pentru ziarul Los Angeles Times din 1962 până în 2005. Această perioadă lungă de activitate l-a făcut să fie cel mai longeviv critic de film care a lucrat la unul dintre marile ziare din Statele Unite ale Americii.

## Biografie
Thomas s-a născut în Los Angeles în anul 1936. A obținut o diplomă de licență de la Colegiul Gettysburg în 1958 și o diplomă de master de la Universitatea de Stat din Pennsylvania în 1960.
El este cunoscut pentru recenziile sale destul de favorabile în comparație cu cele ale altor critici de film ai vremii și, cu siguranță, mai puțin severe decât cele ale lui Kenneth Turan, care a început să colaboreze la Los Angeles Times în 1991.
În 2003 National Lesbian and Gay Journalists Association i-a acordat lui Thomas un premiu pentru întreaga carieră. Thomas deține o funcție onorifică în Consiliul Consultativ al GALECA: The Society of LGBTQ Entertainment Critics, organizație care decernează Premiile Dorian pentru film și televiziune.

## Legături externe
- Kevin Thomas la Internet Movie Database